# Chyliza cylindrica
Chyliza cylindrica är en tvåvingeart som först beskrevs av Walker 1853.  Chyliza cylindrica ingår i släktet Chyliza och familjen rotflugor. Inga underarter finns listade i Catalogue of Life.